# Euderus acrobasis
Euderus acrobasis är en stekelart som först beskrevs av Crawford 1915.  Euderus acrobasis ingår i släktet Euderus och familjen finglanssteklar. Inga underarter finns listade i Catalogue of Life.